# Citizen Cup 1991
Il Citizen Cup 1991 è stato un torneo di tennis giocato sulla terra rossa. È stata la 7ª edizione del torneo, che fa parte della categoria Tier II nell'ambito del WTA Tour 1991. Si è giocato ad Amburgo in Germania dal 29 aprile al 5 maggio 1991.

## Campionesse

### Singolare
Steffi Graf ha battuto in finale  Monica Seles con il punteggio di 7–5, 6–7, 6–3

### Doppio
Jana Novotná /  Larisa Neiland hanno battuto in finale  Arantxa Sánchez /  Helena Suková con il punteggio di 7–5, 6–1